# Боуз-Лайон, Майкл, 17-й граф Стратмор и Кингхорн
Фергус Майкл Клод Боуз-Лайон, 17-й и 4-й граф Стратмор и Кингхорн (англ. Fergus Michael Claude Bowes-Lyon, 17th and 4th Earl of Strathmore and Kinghorne; 31 декабря 1928 — 19 августа 1987) — британский дворянин и пэр. Племянник Елизаветы, королевы-матери (урожденной Элизабет Боуз-Лайон), и двоюродный брат королевы Елизаветы II и принцессы Маргарет.

## Биография
Родился 31 декабря 1928 года. Старший сын капитана достопочтенного Майкла Клода Гамильтона Боуз-Лайона (1893—1953) и Элизабет Маргарет Катор (1899—1959). Внук по отцовской линии Клодна Джорджа Боуз-Лайона, 14-го графа Стратмора и Кингхорна (1855—1944) и Сесилии Кавендиш-Бентинк (1862—1938).
Он получил образование в Итонском колледже и в Королевской военной академии в Сандхерсте. Он получил чины второго лейтенанта шотландской гвардии в 1949 году и капитана в 1953 году. Он был принят в Королевскую роту лучников.
13 сентября 1972 года после смерти своего бездетного двоюродного брата, Тимоти Боуз-Лайона, 16-го графа Стратмора и Кингхорна (1918—1972), Фергус Майкл Боуз-Лайон унаследовал титулы 4-го графа Стратмора и Кингхорна (Пэрство Соединённого королевства), 17-го графа Стратмора и Кингхорна (Пэрство Шотландии), 17-го лорда Лайона и Глэмиса (Пэрство Шотландии), 24-го лорда Глэмиса (Пэрство Шотландии) и 5-го барона Боузка из замка Стретлам в графстве Дарем и Лундейла из графства Йоркшир (Пэрство Соединённого королевства), став членом Палаты лордов Великобритании.
Майкл Боуз-Лайон упал во время охоты на куропаток на территории замка и умер по дороге в больницу 18 июля 1987 года в возрасте 58 лет. Ему наследовал его единственный сын Майкл.

## Семья
10 апреля 1956 года Майкл Боуз-Лайон женился на Мэри Памеле Маккоркодейл (род. 31 мая 1932), дочери бригадира Нормана Дункана Маккоркодейла и Барбары Хелен де Кнооп. У супругов было трое детей:
- Майкл Фергус Боуз-Лайон, 18-й граф Стратмор и Кингхорн (7 июня 1957 — 27 февраля 2016)[2], преемник отца. В 1984 году он женился первым браком на Изобель Уизеролл, с которой он развелся в 2005 году. Вторым браком он женился на Дамарис Стюарт-Уильям в 2005 году, развелся в 2008 году (один сын от второго брака). В 2012 году он женился в третий раз на Карен Бакстер.
- Леди Элизабет Мэри Сесилия Боуз-Лайон (род. 23 декабря 1959)[2], в 1990 году она вышла замуж за Энтони Ричарда Лиминга Леди Элизабет служила фрейлиной своей кузины, королевы Елизаветы II.
- Леди Диана Эвелин Боуз-Лайон (род. 29 декабря 1966)[2], в 1995 году она вышла замуж за Кристофера Годфри-Фоссета. Она является покровительницей Королевского Каледонского бала[3].